# Architecture indonésienne
L'architecture indonésienne reflète la diversité de culture, d'histoire et de géographie de l'Indonésie. Les envahisseurs, les colons, les missionnaires et les marchands ont, par leur influence, profondément changé le style et les techniques d'architecture de l'archipel. Si l'influence indienne a été la plus significative des influences étrangères, les influences chinoises, arabes et depuis le XVIIIe siècle, européennes, ont été également importantes.

## Architecture vernaculaire

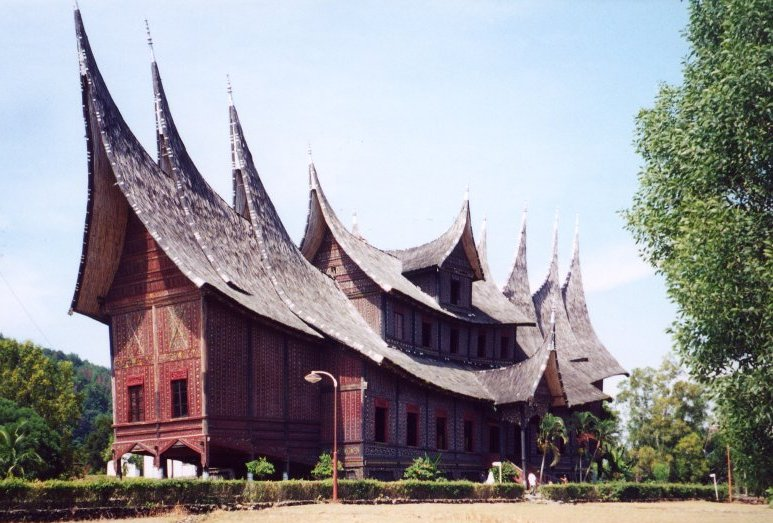
Palais royal de Pagaruyung, pays Minangkabau
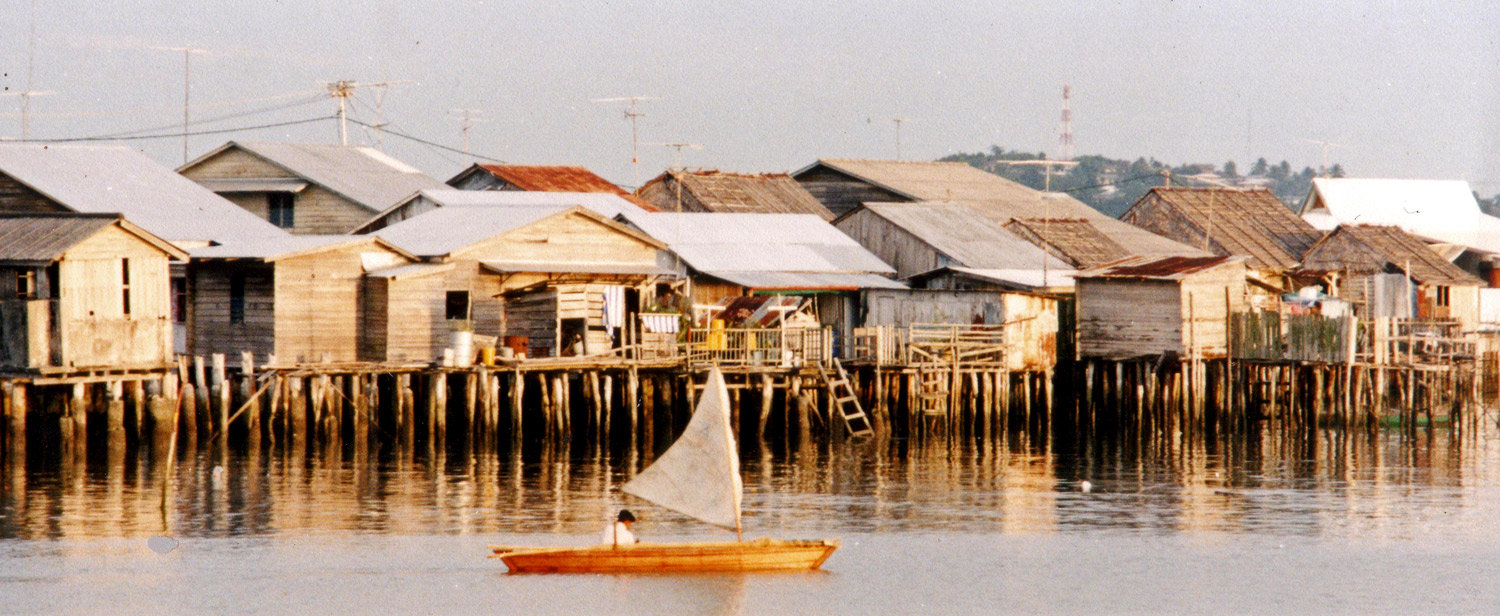
Village de pêcheurs dans les îles Riau

## Architecture religieuse hindoue-bouddhique

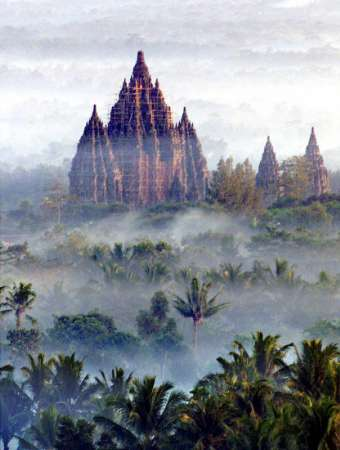
Le temple de Prambanan dans le centre de Java